# Perean (Mekakau Ilir)
Perean is een bestuurslaag in het regentschap Ogan Komering Ulu Selatan van de provincie Zuid-Sumatra, Indonesië. Perean telt 1305 inwoners (volkstelling 2010).